# Red de Carreteras de la Junta de Extremadura

## Catálogo vigente de la Red de Carreteras de Extremadura
El Catálogo actual de carreteras de titularidad de la Junta de Extremadura, aprobado por Decreto 98/2008, de 23 de mayo, es el siguiente:
| CLAVE  | DENOMINACIÓN                                                                      | CATEGORÍA          | LONGITUD |
| ------ | --------------------------------------------------------------------------------- | ------------------ | -------- |
| EX-A1  | De Navalmoral de la Mata a Portugal por Plasencia                                 | AUTOVÍA AUTONÓMICA | 123      |
| EX-A2  | De Miajadas a las Vegas Altas (Don Benito - Villanueva de la Serena)              | AUTOVÍA AUTONÓMICA | 21.860   |
| EX-101 | De N-630 a Fregenal de la Sierra por Zafra                                        | BÁSICA             | 45.040   |
| EX-102 | De Miajadas a límite de provincia de Toledo por Guadalupe                         | BÁSICA             | 104.850  |
| EX-103 | De Puebla de Alcocer a EX-201 por Llerena                                         | BÁSICA             | 206.780  |
| EX-104 | De Villanueva de la Serena a límite de provincia de Córdoba por Castuera          | BÁSICA             | 79.240   |
| EX-105 | De Don Benito a Portugal por Almendralejo                                         | BÁSICA             | 150.740  |
| EX-106 | De Miajadas a Don Benito                                                          | BÁSICA             | 22.520   |
| EX-107 | De Badajoz a Portugal por Villanueva del Fresno                                   | BÁSICA             | 71.620   |
| EX-108 | De Navalmoral de la Mata a Portugal por Coria                                     | BÁSICA             | 130.310  |
| EX-109 | De A-66 a límite de provincia de Salamanca por Coria                              | BÁSICA             | 54.570   |
| EX-111 | De Azuaga a EX-103 por Zalamea de la Serena                                       | BÁSICA             | 47.250   |
| EX-112 | De Zafra a Villanueva del Fresno                                                  | BÁSICA             | 71.400   |
| EX-114 | De EX-103 a Quintana de la Serena                                                 | BÁSICA             | 8.970    |
| EX-115 | De N-430 a Quintana de la Serena                                                  | BÁSICA             | 50.770   |
| EX-116 | De N-430 a EX-102 por puerto Llano                                                | BÁSICA             | 34.640   |
| EX-117 | De N-521 a EX-108 por Alcántara                                                   | BÁSICA             | 68.030   |
| EX-118 | De Guadalupe a Navalmoral de la Mata                                              | BÁSICA             | 65.320   |
| EX-119 | De Navalmoral de la Mata a Jarandilla de la Vera                                  | BÁSICA             | 32.530   |
| EX-200 | De Llerena a límite provincia de Sevilla (Guadalcanal)                            | INTERCOMARCAL      | 16.530   |
| EX-201 | De límite de provincia de Huelva (Santa Olalla del Cala) a Fregenal de la Sierra  | INTERCOMARCAL      | 23.060   |
| EX-202 | De Valencia de las Torres a Segura de León                                        | INTERCOMARCAL      | 61.740   |
| EX-203 | De Plasencia a límite provincia de Ávila por Jaraíz de la Vera                    | INTERCOMARCAL      | 82.130   |
| EX-204 | De Coria a límite de provincia de Salamanca por Las Hurdes                        | INTERCOMARCAL      | 73.080   |
| EX-205 | De Portugal a Hervás por Villanueva de la Sierra                                  | INTERCOMARCAL      | 114.500  |
| EX-206 | De Cáceres a Villanueva de la Serena                                              | INTERCOMARCAL      | 87.661   |
| EX-207 | De Cáceres a Portugal por Alcántara                                               | INTERCOMARCAL      | 51.380   |
| EX-208 | De Plasencia a Zorita                                                             | INTERCOMARCAL      | 103.170  |
| EX-209 | De Badajoz a Mérida por Montijo                                                   | INTERCOMARCAL      | 57.070   |
| EX-210 | De Palomas a EX-103                                                               | INTERCOMARCAL      | 38.380   |
| EX-211 | De EX-103 a límite de provincia de Córdoba por Monterrubio de la Serena           | INTERCOMARCAL      | 54.760   |
| EX-212 | De Almendralejo a Palomas                                                         | INTERCOMARCAL      | 25.270   |
| EX-213 | De EX-203 a N-110 por Barrado                                                     | INTERCOMARCAL      | 21.608   |
| EX-214 | De A-66 a Alburquerque por La Roca de la Sierra                                   | INTERCOMARCAL      | 60.970   |
| EX-300 | De Badajoz a Almendralejo                                                         | LOCAL              | 30.940   |
| EX-301 | De Higuera la Real a límite de provincia de Huelva (Encinasola)                   | LOCAL              | 9.692    |
| EX-302 | De N-630 a Alburquerque por Brozas                                                | LOCAL              | 77.780   |
| EX-303 | De Aliseda a Alburquerque                                                         | LOCAL              | 37.510   |
| EX-304 | Circunvalación Sur de Plasencia                                                   | LOCAL              | 4.010    |
| EX-307 | De Mérida a Guareña                                                               | LOCAL              | 21.040   |
| EX-308 | De Azuaga a límite de provincia de Córdoba                                        | LOCAL              | 18.760   |
| EX-309 | De N-432 a límite de provincia de Sevilla por Valverde de Llerena                 | LOCAL              | 16.630   |
| EX-310 | De Badajoz a Valverde de Leganés                                                  | LOCAL              | 24.470   |
| EX-311 | De N-435 a Higuera de Vargas                                                      | LOCAL              | 14.150   |
| EX-312 | De EX-107 a Higuera de Vargas                                                     | LOCAL              | 11.650   |
| EX-313 | De Barcarrota a Alconchel                                                         | LOCAL              | 21.110   |
| EX-314 | De Alconchel a Cheles                                                             | LOCAL              | 18.610   |
| EX-315 | De Olivenza a Cheles                                                              | LOCAL              | 25.460   |
| EX-316 | De EX-116 a Castilblanco por Valdecaballeros                                      | LOCAL              | 26.120   |
| EX-317 | De Oliva de la Frontera a límite de provincia de Huelva (Encinasola)              | LOCAL              | 13.226   |
| EX-318 | De Pallares a N-630                                                               | LOCAL              | 13.700   |
| EX-320 | De Zafra a Barcarrota                                                             | LOCAL              | 48.570   |
| EX-321 | Circunvalación oeste de Zafra                                                     | LOCAL              | 2.590    |
| EX-322 | De Cabeza del Buey a Puebla de Alcocer                                            | LOCAL              | 35.430   |
| EX-323 | De Cabeza del Buey a límite de provincia de Ciudad Real por Zarza Capilla         | LOCAL              | 34.140   |
| EX-324 | De Helechal a Monterrubio de la Serena                                            | LOCAL              | 11.300   |
| EX-325 | De EX-110 a EX-303 por Villar del Rey                                             | LOCAL              | 37.650   |
| EX-327 | De La Roca de la Sierra a Montijo                                                 | LOCAL              | 25.050   |
| EX-328 | Ramal de la A-5 a Montijo                                                         | LOCAL              | 5.030    |
| EX-329 | Enlace N-V con EX-100                                                             | LOCAL              | 940      |
| EX-330 | Ronda de Badajoz                                                                  | LOCAL              | 4.644    |
| EX-334 | De Villafranca de los Barros a Palomas                                            | LOCAL              | 26.740   |
| EX-335 | De Palomas a Oliva de Mérida                                                      | LOCAL              | 12.330   |
| EX-336 | De Villagonzalo a Oliva de Mérida                                                 | LOCAL              | 10.270   |
| EX-337 | De EX-105 a EX-212                                                                | LOCAL              | 13.100   |
| EX-338 | De Guareña a Oliva de Mérida                                                      | LOCAL              | 8.530    |
| EX-342 | De Villafranca de los Barros a Hornachos                                          | LOCAL              | 24.940   |
| EX-343 | De EX-103 a Hornachos                                                             | LOCAL              | 19.560   |
| EX-344 | De Puebla de la Reina a Hornachos                                                 | LOCAL              | 13.660   |
| EX-345 | De Don Benito a Higuera de la Serena                                              | LOCAL              | 42.538   |
| EX-346 | De Don Benito a Quintana de la Serena                                             | LOCAL              | 30.370   |
| EX-347 | De Villanueva de la Serena a La Haba                                              | LOCAL              | 4.900    |
| EX-348 | De EX-115 a EX-346 por La Coronada                                                | LOCAL              | 19.220   |
| EX-349 | De Campanario a EX-103                                                            | LOCAL              | 16.470   |
| EX-351 | De N-430 a Villanueva de la Serena                                                | LOCAL              | 6.330    |
| EX-352 | Circunvalación este de Villanueva de la Serena                                    | LOCAL              | 2.600    |
| EX-354 | De N-430 a A-5 por Campo Lugar                                                    | LOCAL              | 31.690   |
| EX-355 | De N-430 a Zorita por Madrigalejo                                                 | LOCAL              | 28.030   |
| EX-359 | Circunvalación oeste de Almendralejo                                              | LOCAL              | 11.280   |
| EX-360 | De N-630 a Fuente del Maestre                                                     | LOCAL              | 10.050   |
| EX-361 | De Villalba de los Barros a Fuente del Maestre                                    | LOCAL              | 12.220   |
| EX-362 | De N-432 a Fuente del Maestre                                                     | LOCAL              | 6.690    |
| EX-363 | De Talavera la Real a La Albuera                                                  | LOCAL              | 19.070   |
| EX-364 | De N-432 a Los Santos de Maimona                                                  | LOCAL              | 4.320    |
| EX-370 | De Plasencia a Pozuelo de Zarzón                                                  | LOCAL              | 33.980   |
| EX-371 | De N-630 a Torrejoncillo                                                          | LOCAL              | 17.300   |
| EX-372 | De Portezuelo a EX-117 por Ceclavín                                               | LOCAL              | 36.990   |
| EX-373 | De N-630 a EX-390 por Talaván                                                     | LOCAL              | 23.050   |
| EX-374 | De N-521 a Portugal por Cedillo                                                   | LOCAL              | 40.410   |
| EX-376 | De EX-374 a Herrera de Alcántara                                                  | LOCAL              | 8.810    |
| EX-380 | Travesía de Navalmoral de la Mata                                                 | LOCAL              | 2.520    |
| EX-381 | De Trujillo a Montánchez                                                          | LOCAL              | 40.580   |
| EX-382 | De N-630 a Montánchez                                                             | LOCAL              | 12.180   |
| EX-384 | De límite de provincia de Toledo (Las Ventas de San Julián) a Madrigal de la Vera | LOCAL              | 4.790    |
| EX-385 | De Jaraicejo a EX-208                                                             | LOCAL              | 14.617   |
| EX-386 | De N-V a Castañar de Ibor por Deleitosa                                           | LOCAL              | 33.670   |
| EX-387 | De Bohonal de Ibor a límite de provincia de Toledo (El Puente del Arzobispo)      | LOCAL              | 36.910   |
| EX-388 | Travesía de Almaraz                                                               | LOCAL              | 1.300    |
| EX-389 | De EX-203 a A-5 por Serrejón                                                      | LOCAL              | 38.630   |
| EX-390 | De Cáceres a Torrejón el Rubio                                                    | LOCAL              | 52.250   |
| EX-391 | De EX-203 a Monasterio de Yuste                                                   | LOCAL              | 1.850    |
| EX-392 | De EX-119 a Jaraíz de la Vera                                                     | LOCAL              | 17.370   |

Además, hay una serie de puentes realizados por la Junta de Extremadura que no pertenecen a ningún tramo de carreteras de su titularidad, pero que son gestionados por ella.
- Puente Lusitania de Mérida. (38°55′00″N 6°21′13″O / 38.916592, -6.353622)
- Puente de la Autonomía en Badajoz. (38°53′04″N 6°58′26″O / 38.884542, -6.973878)
- Puente Real de Badajoz. (38°52′35″N 6°59′35″O / 38.876475, -6.993008)
- Puente Adolfo Suárez de Plasencia. (40°02′03″N 6°04′33″O / 40.034122, -6.075847)
- Puente de San Miguel "Manuel Gutiérrez Mellado" de Plasencia. (40°01′43″N 6°05′49″O / 40.028544, -6.096808)

## Historia de las carreteras de la Junta de Extremadura

### (1984) Traspaso de las carreteras a la Junta de Extremadura

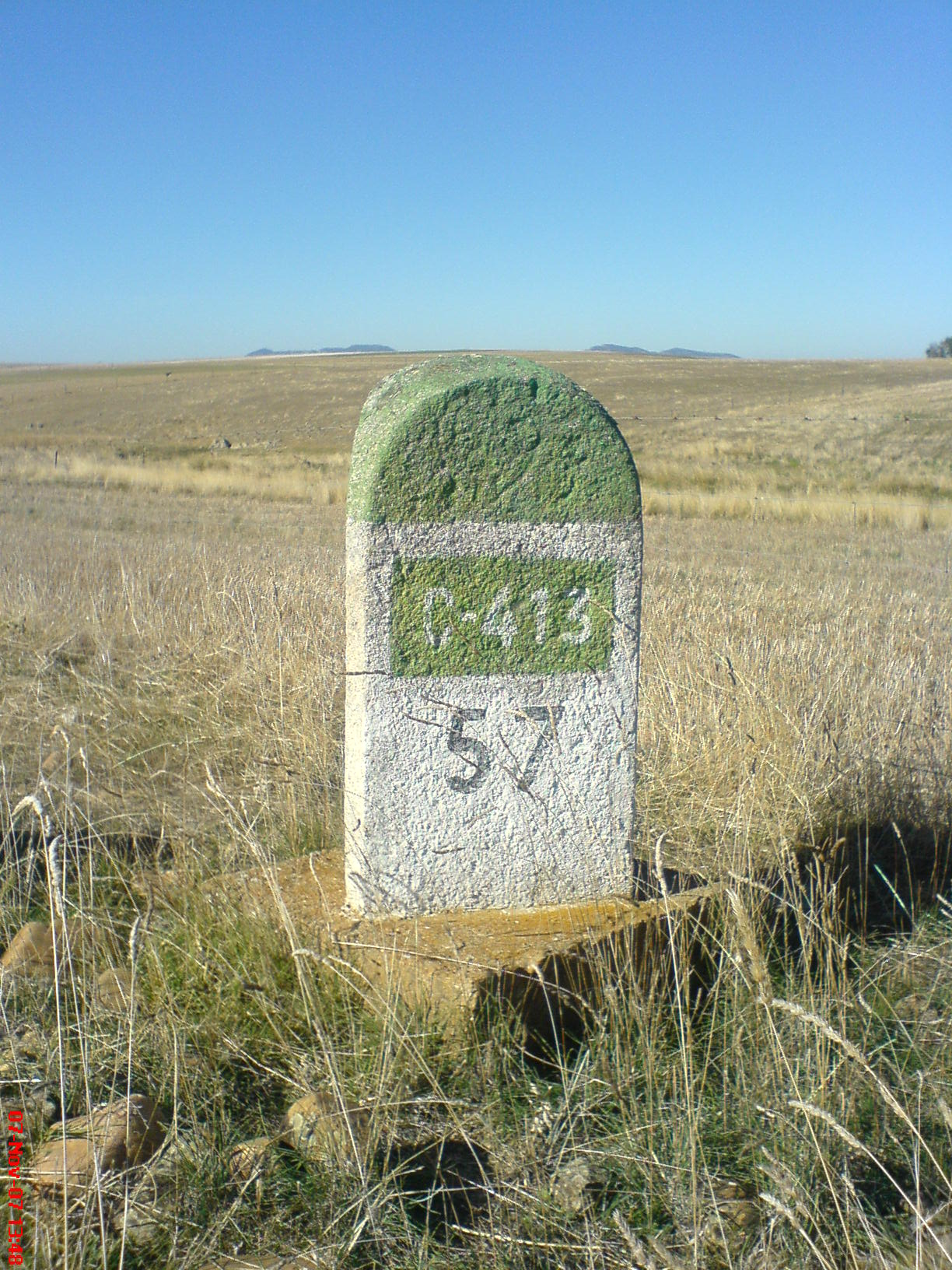
Hito antiguo de granito en la C-413, ya descatalogada.

Las carreteras de la Junta de Extremadura tienen su origen en el traspaso de funciones y servicios del Estado a la Comunidad Autónoma de Extremadura en materia de carreteras según el Real Decreto 945/1984, de 28 de marzo.
El artículo 149.1.24 de la Constitución Española reserva al Estado la competencia exclusiva sobre obras públicas de interés general o cuya realización afecte a más de una Comunidad Autónoma.
Por ello, el Estado define como carreteras de Interés General, y por tanto carreteras estatales, las que formen parte de:
- Los itinerarios de tráfico internacional.

- Los itinerarios de acceso a los principales pasos fronterizos.

- Los itinerarios de acceso a los puertos de Interés General del Estado y a los aeropuertos de Interés General servidos por líneas regulares de tráfico.

- Los itinerarios de enlace entre las comunidades autónomas peninsulares, a través de los principales núcleos de población del territorio del Estado, formando una red continua.

Las carreteras de titularidad autonómica serán aquellas cuyo itinerario se desarrolle íntegramente en el territorio de sus respectivas comunidades y no formen parte de los itinerarios de Interés General del Estado.

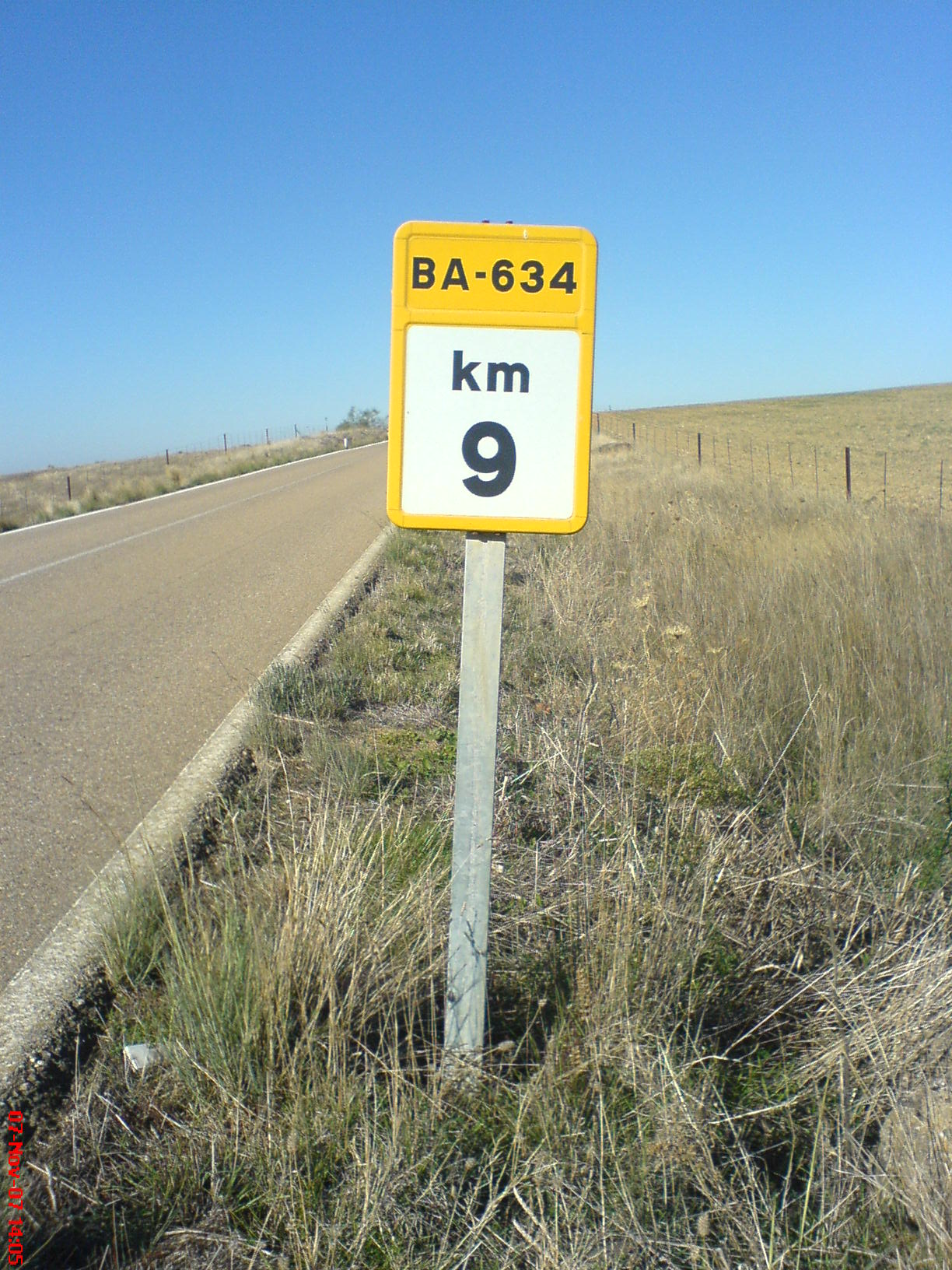
Hito kilométrico en la BA-634, ya descatalogada.

La Constitución Española, en su artículo 148.1.5, establece que las Comunidades podrán asumir competencias en materia de carreteras, cuyo itinerario se desarrolle íntegramente en el territorio de la Comunidad Autónoma. Por su parte, el Estatuto de Autonomía de Extremadura establece en su artículo 7.1.4. que corresponde a la Comunidad Autónoma la competencia exclusiva en carreteras cuyo itinerario se desarrolle íntegramente en territorio de la Comunidad.
De esta definición quedan excluidas en la práctica las redes de carreteras provinciales de las Diputaciones Provinciales que pese a tener su desarrollo íntegro en la Comunidad, seguirán siendo gestionadas por dichas Administraciones.
El Real Decreto 945/1984, de 28 de marzo, define el traspaso de la Red de Carreteras gestionadas por el Estado, antes de la aprobación del Estatuto de Autonomía de Extremadura, que pueden ser gestionadas por la nueva Junta de Extremadura.
Este traspaso no solo es de las carreteras definidas, sino también:
- La administración y gestión de las carreteras traspasadas.

- Las facultades de proyectar, construir, conservar y explotar nuevas.

- Los bienes inmuebles afectos a las carreteras transferidas.

- Personal adscrito a los servicios e instituciones que se traspasan.

- Cargas financieras de los servicios que se traspasan.

- Documentación y expedientes de los servicios que se traspasan.

Los traspasos de funciones y de medios tuvieron efectividad a partir del día 1 de enero de 1984.

### Catálogo de carreteras traspasadas
La relación de las carreteras estatales que se transfirieron en aquel momento fue:
| CLAVE           | DENOMINACIÓN                                                                                |
| --------------- | ------------------------------------------------------------------------------------------- |
| N-435R          | De Badajoz y Zafra a Huelva                                                                 |
| N-523           | De Cáceres a Badajoz                                                                        |
| C-401           | De Toledo a Mérida por Guadalupe                                                            |
| C-413           | De Puebla de Alcocer a Santa Olalla del Cala                                                |
| C-420           | De Villanueva de la Serena a Andújar                                                        |
| C-422           | De Badajoz a Almendralejo                                                                   |
| C-423           | De Don Benito a Olivenza por Almendralejo                                                   |
| C-426           | De Miajadas a Don Benito                                                                    |
| C-432           | De Llerena a Utrera por Carmona                                                             |
| C-434           | De Fregenal de la Sierra a Santa Olalla del Cala                                            |
| C-436           | De Badajoz a Portugal por Villanueva del Fresno                                             |
| C-437           | De Valencia de las Torres a Fregenal de la Sierra                                           |
| C-439           | De Fregenal de la Sierra a Portugal por Encinasola                                          |
| C-4311          | De Zafra a Villanueva del Fresno                                                            |
| C-501           | De Alcorcón a Plasencia por San Martín de Valdeiglesias                                     |
| C-511           | De Navalmoral de la Mata a frontera con Portugal                                            |
| C-512           | De Salamanca a Coria por Las Hurdes                                                         |
| C-513           | De Hervás a Portugal                                                                        |
| C-520           | De Cáceres a Medellín                                                                       |
| C-521           | De Cáceres a Alburquerque                                                                   |
| C-522           | De Garrovillas a Valencia de Alcántara                                                      |
| C-523           | De Cáceres a Portugal por Alcántara                                                         |
| C-524           | De Plasencia a Zorita                                                                       |
| C-526           | De Ciudad Rodrigo a Cáceres                                                                 |
| C-530           | De Valencia de Alcántara a Badajoz                                                          |
| C-537           | De Badajoz a Mérida por Montijo                                                             |
| BA-100          | Ramal de la N-432 a Llerena                                                                 |
| BA-101          | Enlace de la C-413 con la C-432                                                             |
| BA-102          | De Azuaga a su estación                                                                     |
| BA-144          | De límite de provincia de Córdoba (C-421) a Azuaga                                          |
| BA-161          | De N-432 a límite de provincia de Sevilla (Guadalcanal)                                     |
| BA-200          | De Badajoz a Valverde de Leganés                                                            |
| BA-201          | De N-435 a Higuera de Vargas                                                                |
| BA-202          | De C-436 a Higuera de Vargas                                                                |
| BA-203          | De Barcarrota a C-436                                                                       |
| BA-204          | De C-436 a Cheles                                                                           |
| BA-210          | De Olivenza a Cheles                                                                        |
| BA-211          | De Olivenza a frontera con Portugal                                                         |
| BA-212          | De Oliva de la Frontera a límite de provincia de Huelva (Encinasola)                        |
| BA-300          | De C-434 a Cabeza la Vaca                                                                   |
| BA-301          | De Segura de León a Fuentes de León                                                         |
| BA-302          | De Zafra a Barcarrota                                                                       |
| BA-312          | De Fuentes de León a límite de provincia de Huelva (Est: Cumbres Mayores)                   |
| BA-400          | De Cabeza del Buey a Puebla de Alcocer                                                      |
| BA-401          | De C-413 a Talarrubias                                                                      |
| BA-402          | De C-413 a Zalamea de la Serena                                                             |
| BA-500          | De Alburquerque a límite de provincia de Cáceres (Herreruela)                               |
| BA-501          | De C-530 a Villar del Rey                                                                   |
| BA-502          | De C-521 a Villar del Rey                                                                   |
| BA-503          | De La Roca de la Sierra a Montijo                                                           |
| BA-504          | Ramal de la N-V a Montijo                                                                   |
| BA-505          | De N-V a Montijo                                                                            |
| BA-510          | Enlace N-V con la N-523                                                                     |
| BA-511          | Ronda de Badajoz                                                                            |
| BA-512          | Ramal de la C-537 a Guadiana                                                                |
| BA-513          | Ramal de la C-537 a Valdelacalzada                                                          |
| BA-514          | Acceso de la BA-503 a Montijo                                                               |
| BA-600          | De Villafranca de los Barros a Palomas                                                      |
| BA-601          | De Palomas a Oliva de Mérida                                                                |
| BA-602          | De Villagonzalo a Oliva de Mérida                                                           |
| BA-603          | De Villagonzalo a su estación                                                               |
| BA-604          | De Guareña a Oliva de Mérida                                                                |
| BA-610          | De Guareña a su estación                                                                    |
| BA-611          | De Zarza de Alange a su estación                                                            |
| BA-612          | De Medellín a su estación                                                                   |
| BA-613          | De Villafranca de los Barros a Hornachos                                                    |
| BA-614          | De C-413 a Hornachos                                                                        |
| BA-620          | De Palomas a Retamal de Llerena                                                             |
| BA-621          | De C-413 a Retamal de Llerena                                                               |
| BA-622          | De Puebla de la Reina a Hornachos                                                           |
| BA-623          | De Don Benito a Valle de la Serena                                                          |
| BA-624          | De Don Benito a Quintana de la Serena                                                       |
| BA-630          | De Villanueva de la Serena a La Haba                                                        |
| BA-631          | De BA-624 a la estación de Magacela                                                         |
| BA-632          | De C-413 a Quintana de la Serena                                                            |
| BA-633          | De Campanario a Quintana de la Serena                                                       |
| BA-634          | De Campanario a presa del Zújar                                                             |
| BA-640          | De N-430 a Villanueva de la Serena                                                          |
| BA-641          | De BA-640 a N-430                                                                           |
| BA-642          | De Don Benito a su estación                                                                 |
| BA-700          | De N-430 a límite de provincia de Cáceres (C-401) Campo Lugar                               |
| BA-701          | De N-430 a límite de provincia de Cáceres (Madrigalejo)                                     |
| BA-702          | De C-413 a Fuenlabrada de los Montes                                                        |
| BA-711          | De N-430 a límite de provincia de Cáceres (puerto Llano)                                    |
| BA-723          | De Horcajo de los Montes a Anchuras                                                         |
| BA-800          | De N-V a Mérida                                                                             |
| BA-801          | De Mérida a N-V                                                                             |
| BA-802          | De N-630 a Mérida                                                                           |
| BA-900          | De N-630 a Fuente del Maestre                                                               |
| BA-901          | De Villalba de los Barros a Fuente del Maestre                                              |
| BA-902          | De N-432 a Fuente del Maestre                                                               |
| BA-903          | De Talavera la Real a La Albuera                                                            |
| BA-904          | De N-432 a Los Santos de Maimona                                                            |
| BA-910          | Ramal de la N-435R a Los Santos de Maimona                                                  |
| BA-V-6343       | De La Coronada a camino vecinal de Campanario a Orellana                                    |
| CC-200          | De C-512 a Las Mestas                                                                       |
| CC-201          | De Las Mestas a límite de provincia de Salamanca (La Alberca)                               |
| CC-202          | De Nuñomoral a La Fragosa                                                                   |
| CC-203          | De Caminomorisco a río de Los Ángeles                                                       |
| CC-204          | De Plasencia a Pozuelo de Zarzón                                                            |
| CC-210          | De N-630 a C-526                                                                            |
| CC-211          | De Portezuelo a Ceclavín                                                                    |
| CC-212          | De CC-213 a Ceclavín                                                                        |
| CC-213          | De C-523 a Zarza la Mayor                                                                   |
| CC-214          | De Moraleja a Zarza la Mayor                                                                |
| CC-220          | De N-521 a C-523 por Membrío                                                                |
| CC-221          | De N-521 a Cedillo                                                                          |
| CC-222          | De Cedillo a puerto fluvial del Sever                                                       |
| CC-223          | De CC-221 a Herrera de Alcántara                                                            |
| CC-223          | De CC-221 a Herrera de Alcántara                                                            |
| CC-224          | De Herrera de Alcántara a puerto fluvial de Herrera                                         |
| CC-230          | De CC-214 a frontera de Portugal (Monfortinho)                                              |
| CC-502          | De límite de provincia de Badajoz (C-521) a límite de provincia de Badajoz (Villar del Rey) |
| CC-700          | De límite de provincia de Badajoz (BA-700) a C-401 por Campo Lugar                          |
| CC-701          | De límite de provincia de Badajoz (N-430) a Madrigalejo                                     |
| CC-702          | De Zorita a Madrigalejo                                                                     |
| CC-703          | Travesía de Miajadas                                                                        |
| CC-711          | De límite de provincia de Badajoz (N-430) a C-401 en puerto Llano                           |
| CC-712          | De C-401 a Guadalupe                                                                        |
| CC-713          | De Navalmoral de la Mata a Guadalupe                                                        |
| CC-714          | Travesía de Navalmoral de la Mata                                                           |
| CC-800          | De Trujillo a Montánchez                                                                    |
| CC-801          | De N-630 a Montánchez                                                                       |
| CC-802          | Ramal N-630 a Cáceres                                                                       |
| CC-900 (CC-600) | De límite de provincia de Toledo (Las Ventas de San Julián) a Madrigal de la Vera           |
| CC-901 (CC-601) | De C-501 a Talaveruela de la Vera                                                           |
| CC-902 (CC-602) | De Viandar de la Vera a Talaveruela de la Vera                                              |
| CC-903          | De C-501 a Viandar de la Vera                                                               |
| CC-904 (CC-604) | De Navalmoral de la Mata a Jarandilla de la Vera                                            |
| CC-910 (CC-610) | Travesía de Almaraz                                                                         |
| CC-911 (CC-611) | De C-501 a Serrejón                                                                         |
| CC-912 (CC-612) | De Cáceres a Torrejón el Rubio                                                              |
| CC-913          | Acceso C-501 a Monasterio de Yuste                                                          |
| CC-914          | De Santa María de las Lomas a Jaraíz de la Vera                                             |
|                 | Estación de la Bazagona a N-V por Serrejón                                                  |

Es importante hacer notar que en el propio decreto de traspaso se produce un error al denominar siete carreteras con dos nomenclaturas diferentes. La denominación final de las mismas se atendrá a la clave CC-9xx.
Otro error que se produjo es la denominación doble de la misma carretera, de N-V a Montijo, como BA-504 y BA-505, error que se corregiría en el Plan Regional de Carreteras y en los siguientes Catálogos que se aprobaron.

### (1995) Ley de Carreteras de Extremadura
La Ley 7/1995, de 27 de abril, de Carreteras de Extremadura tiene por objeto regular la planificación, proyección, construcción, conservación, financiación, uso y explotación de las carreteras cuyo itinerario se desarrolle íntegramente en el territorio de la Comunidad Autónoma de Extremadura y que no sean de titularidad estatal.
Afecta no solo a las carreteras de titularidad de la Junta de Extremadura, sino también a las del resto de las Administraciones de Extremadura.
Consta de Exposición de Motivos, 6 Capítulos con 51 Artículos, dos Disposiciones Adicionales, tres Disposiciones Transitorias y dos Disposiciones Finales.
En esencia es una traslación de la legislación estatal de carreteras al caso particular de las carreteras autonómicas.
Los aspectos novedosos son:
- Clasificación de la red de carreteras en cuatro categorías: Básicas, Intercomarcales, Locales y Vecinales.
- Regula la aprobación y modificación del Catálogo de Carreteras de Extremadura.
- No se contempla la figura del Estudio de Planeamiento en la fase de proyectos de nuevas carreteras, empezando la tramitación por Estudios Previos.
- En los proyectos de nuevas variantes a población no será preceptivo el trámite de información pública.
- Se reserva a Consejo de Gobierno la Norma en que se defina el tipo de identificación que requiera toda la red de carreteras clasificada. Realizada dos años después (1997) con la redefinición de la Red.
- Definición de nuevas anchuras de zona de dominio público, servidumbre, afección, así como la distancia límite de edificación para las carreteras catalogadas como vecinales.
- Nueva regulación de la publicidad visible desde la zona de dominio público así como distancias de la misma al borde exterior de la plataforma aunque no sea visible.

### (1997) Nueva denominación, categoría e identificación de las carreteras de la Junta de Extremadura

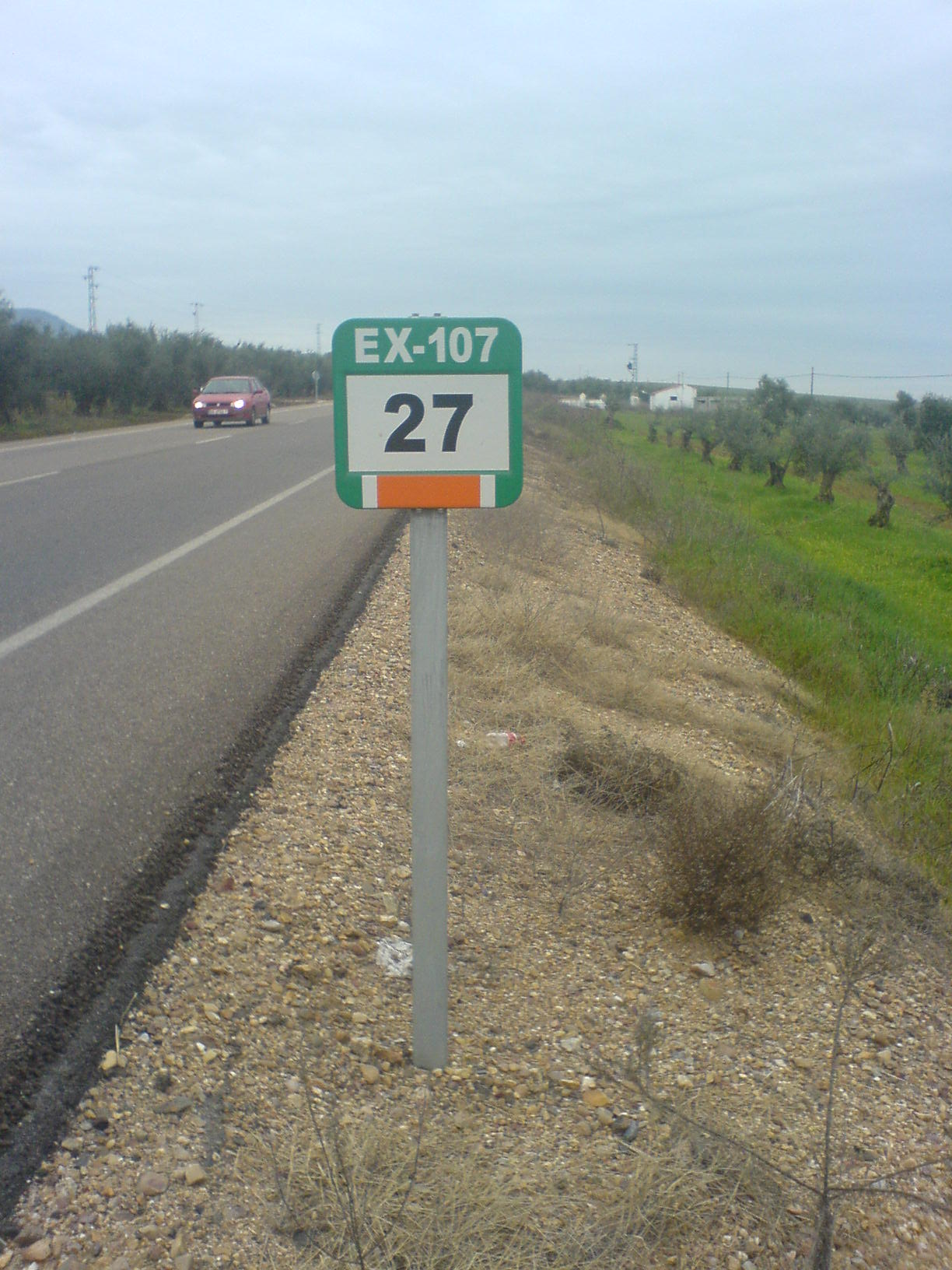
Hito kilométrico de las carreteras de la Junta de Extremadura.

El Decreto 109/1997, de 29 de julio, por el que se aprueba la denominación, categoría e identificación de las carreteras de la Junta de Extremadura, es un paso en el desarrollo de la Ley de Carreteras de Extremadura pues, entre otras cosas, se clasifican las carreteras de la Junta de Extremadura en las categorías establecidas por la Ley.
También se aprueba una nueva denominación de las carreteras de la Junta de Extremadura mediante la nomenclatura "EX" seguida de tres dígitos, según el siguiente esquema:
- En las carreteras de la Red Básica la serie de dígitos empezará por el número 1, seguido de otros dos únicamente a efectos de ordenación e identificación de las mismas.

- En las carreteras de la Red Intercomarcal la serie de dígitos empezará por el número 2, seguido de otros dos únicamente a efectos de ordenación e identificación de las mismas.

- En las carreteras de la Red Local la serie de dígitos empezará por el número 3, seguido de otros dos únicamente a efectos de ordenación e identificación de las mismas.

Las carreteras de titularidad de las Diputaciones Provinciales de Cáceres y Badajoz, de categoría vecinal, se identificarán por las nomenclaturas CC y BA, respectivamente, seguida de tres dígitos a los efectos de ordenación e identificación de las mismas.
El Decreto establecía que ambas Diputaciones deberían adaptar los Catálogos de las Carreteras de su titularidad a la nueva nomenclatura en el plazo de un año desde la entrada en vigor del Decreto, es decir, antes del 6 de agosto de 1998. En la actualidad, solo la Diputación Provincial de Badajoz ha cumplido el Decreto.
Las nuevas claves de las carreteras de la Junta de Extremadura que establecía el Decreto eran las siguientes, con sus equivalencias con las claves antiguas.
| CLAVE NUEVA | DENOMINACIÓN                                                  | CATEGORÍA     | LONGITUD | CLAVE ANTIGUA                    |
| ----------- | ------------------------------------------------------------- | ------------- | -------- | -------------------------------- |
| EX-100      | Cáceres a Badajoz                                             | BÁSICA        | 90.155   | N-523                            |
| EX-101      | Badajoz y Zafra a Huelva                                      | BÁSICA        | 48.339   | N-435R                           |
| EX-102      | Toledo a Mérida por Guadalupe                                 | BÁSICA        | 143.230  | C-401                            |
| EX-103      | Puebla de Alcocer a Santa Olalla del Cala                     | BÁSICA        | 205.584  | C-413                            |
| EX-104      | Villanueva de la Serena a Andújar                             | BÁSICA        | 82.797   | C-420                            |
| EX-105      | Don Benito a Olivenza por Almendralejo                        | BÁSICA        | 125.183  | C-423                            |
| EX-106      | Miajadas a Don Benito                                         | BÁSICA        | 22.823   | C-426                            |
| EX-107      | Badajoz a Portugal por Villanueva del Fresno                  | BÁSICA        | 72.897   | C-436                            |
| EX-108      | Navalmoral de la Mata a frontera con Portugal                 | BÁSICA        | 121.644  | C-511                            |
| EX-109      | Ciudad Rodrigo a Cáceres                                      | BÁSICA        | 73.478   | C-526                            |
| EX-110      | Valencia de Alcántara a Badajoz                               | BÁSICA        | 72.078   | C-530                            |
| EX-111      | Azuaga a Zalamea de la Serena                                 | BÁSICA        | 41.300   | C-4211(*) BA-V-4029(*)           |
| EX-112      | Zafra a Villanueva del Fresno                                 | BÁSICA        | 74.366   | C-4311                           |
| EX-113      | EX-103 a Zalamea de la Serena                                 | BÁSICA        | 2.611    | BA-402                           |
| EX-114      | EX-103 a Quintana de la Serena                                | BÁSICA        | 8.382    | BA-632                           |
| EX-115      | N-430 a Quintana de la Serena                                 | BÁSICA        | 50.784   | BA-633 BA-V-6341(*) BA-V-6342(*) |
| EX-116      | N-430 a EX-102                                                | BÁSICA        | 35.480   | CC-711 BA-711                    |
| EX-117      | EX-108 a N-521                                                | BÁSICA        | 70.282   | CC-213 CC-214 CC-220             |
| EX-118      | Navalmoral de la Mata a Guadalupe                             | BÁSICA        | 72.952   | CC-713                           |
| EX-119      | Navalmoral de la Mata a Jarandilla de la Vera                 | BÁSICA        | 32.884   | CC-904                           |
| EX-200      | Llerena a Utrera por Carmona                                  | INTERCOMARCAL | 16.918   | C-432                            |
| EX-201      | Fregenal de la Sierra a Santa Olalla del Cala                 | INTERCOMARCAL | 23.316   | C-434                            |
| EX-202      | Valencia de las Torres a Fregenal de la Sierra                | INTERCOMARCAL | 62.765   | C-437                            |
| EX-203      | Alcorcón a Plasencia por San Martín de Valdeiglesias          | INTERCOMARCAL | 88.089   | C-501                            |
| EX-204      | Salamanca a Coria por Las Hurdes                              | INTERCOMARCAL | 76.697   | C-512                            |
| EX-205      | Hervás a Portugal                                             | INTERCOMARCAL | 124.628  | C-513                            |
| EX-206      | Cáceres a Medellín                                            | INTERCOMARCAL | 89.947   | C-520                            |
| EX-207      | Cáceres a Portugal por Alcántara                              | INTERCOMARCAL | 52.541   | C-523                            |
| EX-208      | Plasencia a Zorita                                            | INTERCOMARCAL | 108.018  | C-524                            |
| EX-209      | Badajoz a Mérida por Montijo                                  | INTERCOMARCAL | 57.953   | C-537                            |
| EX-210      | Palomas a Retamal de Llerena                                  | INTERCOMARCAL | 34.016   | BA-620                           |
| EX-211      | EX-103 a Retamal de Llerena                                   | INTERCOMARCAL | 4.534    | BA-621                           |
| EX-212      | Almendralejo a Palomas                                        | INTERCOMARCAL | 25.000   | BA-V-6003(*)                     |
| EX-300      | Badajoz a Almendralejo                                        | LOCAL         | 35.739   | C-422                            |
| EX-301      | Fregenal de la Sierra a Portugal por Encinasola               | LOCAL         | 9.875    | C-439                            |
| EX-302      | Garrovillas a Valencia de Alcántara                           | LOCAL         | 57.740   | C-522 CC-V-5026(*)               |
| EX-303      | Cáceres a Alburquerque                                        | LOCAL         | 38.725   | C-521                            |
| EX-304      | Circunvalación sur de Plasencia                               | LOCAL         | 5.233    | C-525                            |
| EX-305      | Ramal de la N-432 a Llerena                                   | LOCAL         | 437      | BA-100                           |
| EX-306      | Enlace de la EX-103 con la EX-200                             | LOCAL         | 978      | BA-101                           |
| EX-307      | Azuaga a su estación                                          | LOCAL         | 200      | BA-102                           |
| EX-308      | Límite de provincia de Córdoba (C-421) a Azuaga               | LOCAL         | 19.227   | BA-144                           |
| EX-309      | N-432 a límite de provincia de Sevilla (Guadalcanal)          | LOCAL         | 16.884   | BA-161                           |
| EX-310      | Badajoz a Valverde de Leganés                                 | LOCAL         | 25.215   | BA-200                           |
| EX-311      | N-435 a Higuera de Vargas                                     | LOCAL         | 15.399   | BA-201                           |
| EX-312      | EX-107 a Higuera de Vargas                                    | LOCAL         | 11.957   | BA-202                           |
| EX-313      | Barcarrota a EX-107                                           | LOCAL         | 21.624   | BA-203                           |
| EX-314      | EX-107 a Cheles                                               | LOCAL         | 18.750   | BA-204                           |
| EX-315      | Olivenza a Cheles                                             | LOCAL         | 26.504   | BA-210                           |
| EX-316      | Olivenza a frontera con Portugal                              | LOCAL         | 11.999   | BA-211                           |
| EX-317      | Oliva de la Frontera a límite de provincia de Huelva          | LOCAL         | 13.682   | BA-212                           |
| EX-318      | EX-201 a Cabeza la Vaca                                       | LOCAL         | 8.197    | BA-300                           |
| EX-319      | Segura de León a Fuentes de León                              | LOCAL         | 5.595    | BA-301                           |
| EX-320      | Zafra a Barcarrota                                            | LOCAL         | 50.408   | BA-302                           |
| EX-321      | Fuentes de León a límite de provincia de Huelva               | LOCAL         | 6.960    | BA-312                           |
| EX-322      | Cabeza del Buey a Puebla de Alcocer                           | LOCAL         | 36.159   | BA-400                           |
| EX-323      | EX-103 a Talarrubias                                          | LOCAL         | 2.327    | BA-401                           |
| EX-324      | Alburquerque a Herreruela (límite de provincia de Cáceres)    | LOCAL         | 23.603   | BA-500                           |
| EX-325      | EX-110 a Villar del Rey                                       | LOCAL         | 11.648   | BA-501                           |
| EX-326      | EX-303 a Villar del Rey                                       | LOCAL         | 26.308   | CC-502 BA-502                    |
| EX-327      | La Roca de la Sierra a Montijo                                | LOCAL         | 25.405   | BA-503                           |
| EX-328      | Ramal de la N-V a Montijo                                     | LOCAL         | 6.280    | BA-504                           |
| EX-329      | Enlace N-V con la EX-100                                      | LOCAL         | 539      | BA-510                           |
| EX-330      | Ronda de Badajoz                                              | LOCAL         | 2.571    | BA-511                           |
| EX-331      | EX-209 a Guadiana del Caudillo                                | LOCAL         | 2.025    | BA-512                           |
| EX-332      | EX-209 a Valdelacalzada                                       | LOCAL         | 2.522    | BA-513                           |
| EX-333      | EX-327 a Montijo                                              | LOCAL         | 263      | BA-514                           |
| EX-334      | Villafranca de los Barros a Palomas                           | LOCAL         | 27.493   | BA-600                           |
| EX-335      | Palomas a Oliva de Mérida                                     | LOCAL         | 13.062   | BA-601                           |
| EX-336      | Villagonzalo a Oliva de Mérida                                | LOCAL         | 10.259   | BA-602                           |
| EX-337      | Villagonzalo a su estación                                    | LOCAL         | 1.025    | BA-603                           |
| EX-338      | Guareña a Oliva de Mérida                                     | LOCAL         | 8.759    | BA-604                           |
| EX-339      | Guareña a su estación                                         | LOCAL         | 4.213    | BA-610                           |
| EX-340      | La Zarza a su estación                                        | LOCAL         | 2.087    | BA-611                           |
| EX-341      | Medellín a su estación                                        | LOCAL         | 3.470    | BA-612                           |
| EX-342      | Villafranca de los Barros a Hornachos                         | LOCAL         | 25.792   | BA-613                           |
| EX-343      | EX-103 a Hornachos                                            | LOCAL         | 19.817   | BA-614                           |
| EX-344      | Puebla de la Reina a Hornachos                                | LOCAL         | 14.025   | BA-622                           |
| EX-345      | Don Benito a Higuera de la Serena                             | LOCAL         | 40.712   | BA-623                           |
| EX-346      | Don Benito a Quintana de la Serena                            | LOCAL         | 31.303   | BA-624                           |
| EX-347      | Villanueva de la Serena a La Haba                             | LOCAL         | 5.414    | BA-630                           |
| EX-348      | EX-346 a la estación de Magacela                              | LOCAL         | 6.825    | BA-631                           |
| EX-349      | Campanario a presa del Zújar                                  | LOCAL         | 12.031   | BA-634                           |
| EX-350      | La Coronada a camino vecinal de Campanario a Orellana         | LOCAL         | 13.531   | BA-V-6343                        |
| EX-351      | N-430 a Villanueva de la Serena                               | LOCAL         | 7.708    | BA-640                           |
| EX-352      | EX-351 a N-430                                                | LOCAL         | 3.821    | BA-641                           |
| EX-353      | Don Benito a su estación                                      | LOCAL         | 600      | BA-642                           |
| EX-354      | N-430 a N-V por Campo Lugar                                   | LOCAL         | 21.850   | CC-700 BA-700                    |
| EX-355      | N-430 a Madrigalejo                                           | LOCAL         | 9.340    | CC-701 BA-701                    |
| EX-356      | N-502 a Fuenlabrada de los Montes                             | LOCAL         | 2.503    | BA-702                           |
| EX-357      | Horcajo de los Montes a Anchuras                              | LOCAL         | 9.824    | BA-723                           |
| EX-358      | N-V a Mérida                                                  | LOCAL         | 2.749    | BA-800                           |
| EX-359      | N-630 a Mérida                                                | LOCAL         | 2.239    | BA-802                           |
| EX-360      | N-630 a Fuente del Maestre                                    | LOCAL         | 10.164   | BA-900                           |
| EX-361      | Villalba de los Barros a Fuente del Maestre                   | LOCAL         | 13.168   | BA-901                           |
| EX-362      | N-432 a Fuente del Maestre                                    | LOCAL         | 6.025    | BA-902                           |
| EX-363      | Talavera la Real a La Albuera                                 | LOCAL         | 19.177   | BA-903                           |
| EX-364      | N-432 a Los Santos de Maimona                                 | LOCAL         | 6.489    | BA-904                           |
| EX-365      | N-435 a Los Santos de Maimona                                 | LOCAL         | 813      | BA-910                           |
| EX-366      | EX-204 a Las Mestas                                           | LOCAL         | 3.020    | CC-200                           |
| EX-367      | Las Mestas a La Alberca (Límite de provincia de Salamanca)    | LOCAL         | 1.656    | CC-201                           |
| EX-368      | Nuñomoral a La Fragosa                                        | LOCAL         | 6.266    | CC-202                           |
| EX-369      | Caminomorisco a río de Los Ángeles                            | LOCAL         | 18.642   | CC-203                           |
| EX-370      | Plasencia a Pozuelo de Zarzón                                 | LOCAL         | 35.064   | CC-204                           |
| EX-371      | N-630 a EX-109                                                | LOCAL         | 12.662   | CC-210                           |
| EX-372      | Portezuelo a Ceclavín                                         | LOCAL         | 27.958   | CC-211                           |
| EX-373      | EX-117 a Ceclavín                                             | LOCAL         | 10.459   | CC-212                           |
| EX-374      | N-521 a Cedillo                                               | LOCAL         | 35.272   | CC-221                           |
| EX-375      | Cedillo a puerto fluvial del Sever                            | LOCAL         | 5.695    | CC-222                           |
| EX-376      | EX-374 a Herrera de Alcántara                                 | LOCAL         | 9.078    | CC-223                           |
| EX-377      | Herrera de Alcántara a puerto fluvial de Herrera de Alcántara | LOCAL         | 3.537    | CC-224(*)                        |
| EX-378      | Zorita a Madrigalejo                                          | LOCAL         | 19.420   | CC-702                           |
| EX-379      | Travesía de Miajadas                                          | LOCAL         | 2.120    | CC-703                           |
| EX-380      | EX-102 a Guadalupe                                            | LOCAL         | 4.022    | CC-712                           |
| (**)        | Travesía de Navalmoral de la Mata                             | LOCAL         | 2.660    | CC-714                           |
| EX-381      | Trujillo a Montánchez                                         | LOCAL         | 41.984   | CC-800                           |
| EX-382      | N-630 a Montánchez                                            | LOCAL         | 12.519   | CC-801                           |
| EX-383      | Ramal N-630 a Cáceres                                         | LOCAL         | 546      | CC-802                           |
| EX-384      | (Las Ventas de San Julián) a Madrigal de la Vera              | LOCAL         | 4.850    | CC-900                           |
| EX-385      | EX-203 a Talaveruela de la Vera                               | LOCAL         | 1.226    | CC-901                           |
| EX-386      | Viandar de la Vera a Talaveruela de la Vera                   | LOCAL         | 1.916    | CC-902                           |
| EX-387      | EX-203 a Viandar de la Vera                                   | LOCAL         | 1.622    | CC-903                           |
| EX-388      | Travesía de Almaraz                                           | LOCAL         | 1.347    | CC-910                           |
| EX-389      | EX-203 a Serrejón                                             | LOCAL         | 12.609   | CC-911                           |
| EX-390      | Cáceres a Torrejón el Rubio                                   | LOCAL         | 54.633   | CC-912                           |
| EX-391      | EX-203 a Monasterio de Yuste                                  | LOCAL         | 1.879    | CC-913                           |
| EX-392      | Santa María de las Lomas a Jaraíz de la Vera                  | LOCAL         | 18.945   | CC-914                           |

(*) Carreteras que, no apareciendo en la relación de carreteras traspasadas por el Estado a la Junta de Extremadura, se incluyeron dentro de las actuaciones del Plan Regional de Carreteras de Extremadura, pasando a ser de titularidad autonómica a todos los efectos.
(**) La travesía de Navalmoral de la Mata no aparecía en esta relación del Decreto, a pesar de ser titularidad de la Junta de Extremadura. Este error se subanó en el nuevo Catálogo que se aprobó en el año 2000, adjudicándole la clave EX-380 que quedó libre al transferir esa carretera a la Diputación Provincial de Cáceres en ese mismo año.
La presente tabla tiene corregidos los errores detectados posteriormente en la tabla del Decreto. Las carreteras que no aparecen como enlace fueron transferidas a las Diputaciones y sus nomenclaturas se aprovecharon para denominar otras carreteras diferentes.
Hay que destacar que una carretera, la antigua BA-801, de Mérida a N-V, desaparece del Catálogo y no tiene nueva clave al ser transferida al ayuntamiento de Mérida con anterioridad a la aprobación de este nuevo Catálogo.
(Falta por desarrollar la nueva identificación, carteles e hitos en las carreteras)

### (2000) Cambio de titularidad de Carreteras entre la Junta de Extremadura, la Diputación de Cáceres y la Diputación de Badajoz. Catálogo modificado de carreteras de la Junta de Extremadura
Una vez aprobada la Ley de Carreteras de Extremadura y la nueva denominación de las carreteras de titularidad de la Junta de Extremadura se abordó el estudio global de las carreteras de Extremadura, tanto de esa administración como de las Diputaciones Provinciales de Cáceres y Badajoz. Se acordó una cesión mutua de una serie de carreteras cuyo cambio de titularidad permitía cumplir una función más acorde con su carácter. Había carreteras vecinales de las Diputaciones más acordes con categorías superiores y carreteras autonómicas locales que tenían una función más vecinal.
Por ello, mediante el Decreto 95/2000, de 14 de abril, se acuerda el cambio de titularidad de determinadas carreteras de la Junta de Extremadura y las Diputaciones Provinciales de Cáceres y Badajoz y se modificaba la Red de Carreteras de Extremadura.
Carreteras de la Diputación Provincial de Badajoz que pasan a ser de la Junta de Extremadura.
| CLAVE                     | DENOMINACIÓN                                                                         | P. K. INICIAL | P. K. FINAL | LONGITUD | CLAVE ACTUAL |
| ------------------------- | ------------------------------------------------------------------------------------ | ------------- | ----------- | -------- | ------------ |
| BA-V-4026 (BA-043)        | De Campillo de Llerena a Peraleda del Zaucejo                                        | 0+000         | 23+400      | 23.400   | EX-211 (*)   |
| BA-V-4502 (BA-097)        | De Peraleda del Zaucejo a Monterrubio de la Serena                                   | 0+000         | 21+400      | 21.400   | EX-211 (*)   |
| BA-V-4502 (BA-096)        | De Monterrubio de la Serena a Helechal (Benquerencia) ( EX-104 )                     | 0+000         | 12+000      | 12.000   | EX-324       |
| BA-V-4501 (BA-095)        | De Monterrubio de la Serena a la estación del Zújar (Límite de provincia de Córdoba) | 0+000         | 6+900       | 6.900    | EX-211 (*)   |
| BA-V-7117 (BA-050)        | De Castilblanco a Cañamero                                                           | 0+000         | 22+400      | 22.400   | EX-316       |
| BA-V-5021 (BA-009)        | De Alburquerque a Villar del Rey                                                     | 0+000         | 16+100      | 16.100   | EX-214 (*)   |
| BA-V-5023 (BA-156)        | De Villar del Rey a La Roca de la Sierra                                             | 0+000         | 13+200      | 13.200   | EX-214 (*)   |
| BA-V-5032 y 5034 (BA-123) | De La Roca de la Sierra a N-630                                                      | 0+000         | 34+600      | 34.600   | EX-214 (*)   |
| BA-V-4141 (BA-034)        | De Cabeza del Buey a límite de provincia de Ciudad Real                              | 0+000         | 34+500      | 34.500   | EX-323       |
| BA-V-6021 y 6022 (BA-090) | De Mérida a Guareña                                                                  | 0+000         | 21+400      | 21.400   | EX-307       |
| BA-V-3001 (BA-092)        | De Monesterio a Cabeza la Vaca                                                       | 0+000         | 16+000      | 16.000   | EX-103 (*)   |

(*) Pasa a formar parte de la carretera.
En total 221,9 km se incorporan a la Red de la Junta de Extremadura.
Carreteras de la Diputación Provincial de Cáceres que pasan a ser de la Junta de Extremadura.
| CLAVE   | DENOMINACIÓN                                                              | P. K. INICIAL | P. K. FINAL | LONGITUD | CLAVE ACTUAL |
| ------- | ------------------------------------------------------------------------- | ------------- | ----------- | -------- | ------------ |
| CC-67   | De N-630 a Talaván                                                        | 0+000         | 16+600      | 16.600   | EX-373 (*)   |
| CC-109  | De Jaraicejo a EX-208                                                     | 0+000         | 14+700      | 14.700   | EX-385       |
| CC-22.1 | De N-V a Deleitosa                                                        | 0+000         | 10+300      | 10.300   | EX-386 (*)   |
| CC-22.2 | De Retamosa a Deleitosa                                                   | 7+700         | 14+300      | 6.600    | EX-386 (*)   |
| CC-92   | De CC.22.1 a Robledollano                                                 | 0+000         | 7+900       | 7.900    | EX-386 (*)   |
| CC-149  | De Robledollano a Castañar de Ibor                                        | 0+000         | 10+400      | 10.400   | EX-386 (*)   |
| CC-134  | De Barrado a El Cabrero por el puerto de El Rabanillo                     | 0+000         | 6+200       | 6.200    | EX-213 (*)   |
| CC.137  | De Arroyomolinos de la Vera a Barrado                                     | 0+000         | 7+800       | 7.800    | EX-213 (*)   |
| CC-31.2 | De Arroyomolinos de la Vera a Pasarón de la Vera                          | 2+500         | 2+900       | 400      | EX-213 (*)   |
| CC-31.4 | De Pasarón de la Vera a la Virgen Blanca                                  | 1+700         | 3+300       | 1.600    | EX-213 (*)   |
| CC-19.2 | De Valdelacasa de Tajo a EX-118                                           | 0+000         | 21+500      | 21.500   | EX-387 (*)   |
| CC-19.1 | De Valdelacasa de Tajo a CC-20.1                                          | 0+000         | 9+300       | 9.300    | EX-387 (*)   |
| CC-20.1 | De Villar del Pedroso a El Puente del Arzobispo                           | 5+000         | 12+700      | 7.700    | EX-387 (*)   |
| CC-46   | De Galisteo a N-630                                                       | 0+000         | 12+100      | 12.100   | EX-108 (*)   |
| CC-25.1 | De Abertura a A-5                                                         | 0+000         | 4+800       | 4.800    | EX-354 (*)   |
| CC-25.2 | De Abertura a EX-102                                                      | 0+000         | 3+700       | 3.700    | EX-354 (*)   |
| CC-124  | De estación de Herreruela a Alburquerque (Límite de provincia de Badajoz) | 0+000         | 1+900       | 1.900    | EX-302 (*)   |
| CC-13.7 | De Coria a Montehermoso por Morcillo                                      | 0+800         | 7+900       | 7.100    | EX-108 (*)   |

(*) Pasa a formar parte de la carretera.
En total 150,6 km se incorporan a la Red de la Junta de Extremadura.
Carreteras de la Junta de Extremadura que pasan a ser de la Diputación Provincial de Badajoz.
| CLAVE  | DENOMINACIÓN                                       | P. K. INICIAL | P. K. FINAL | LONGITUD | CLAVE ACTUAL |
| ------ | -------------------------------------------------- | ------------- | ----------- | -------- | ------------ |
| EX-307 | De Azuaga a su estación                            | 0+000         | 0+200       | 200      | BA-009       |
| EX-319 | De Segura de León a Fuentes de León                | 0+000         | 5+595       | 5.595    | BA-092 (*)   |
| EX-321 | De Fuentes de León a límite de provincia de Huelva | 0+000         | 6+960       | 6.960    | BA-092 (*)   |
| EX-323 | De EX-103 a Talarrubias                            | 0+000         | 2+327       | 2.327    | BA-095       |
| EX-331 | De EX-209 a Guadiana del Caudillo                  | 0+000         | 2+025       | 2.025    | BA-034       |
| EX-332 | De EX-209 a Valdelacalzada                         | 0+000         | 2+522       | 2.522    | BA-096       |
| EX-337 | De Villagonzalo a su estación                      | 0+000         | 1+025       | 1.025    | BA-097       |
| EX-339 | De Guareña a su estación                           | 0+000         | 4+213       | 4.213    | BA-043       |
| EX-340 | De La Zarza a su estación                          | 0+000         | 2+087       | 2.087    | BA-156       |
| EX-341 | De Medellín a su estación                          | 0+000         | 3+470       | 3.470    | BA-090       |
| EX-352 | De EX-351 a N-430                                  | 0+000         | 3+821       | 3.821    | BA-123       |
| EX-356 | De N-502 a Fuenlabrada de los Montes               | 0+000         | 2+503       | 2.503    | BA-066       |
| EX-357 | De Horcajo de los Montes a Anchuras                | 0+000         | 9+824       | 9.824    | BA-050       |

(*) Pasa a formar parte de la carretera.
En total 46,572 km se incorporan a la Red de la Diputación Provincial de Badajoz.
Carreteras de la Junta de Extremadura que pasan a ser de la Diputación Provincial de Cáceres.
| CLAVE      | DENOMINACIÓN                                                     | P. K. INICIAL | P. K. FINAL | LONGITUD | CLAVE ACTUAL |
| ---------- | ---------------------------------------------------------------- | ------------- | ----------- | -------- | ------------ |
| EX-205 (A) | De N-630 a embalse de Gabriel y Galán por Abadía                 | 0+000         | 10+500      | 10.500   | CC-168       |
| EX-366     | De EX-204 a Las Mestas                                           | 0+000         | 3+020       | 3.020    | CC-166       |
| EX-367     | De Las Mestas a La Alberca (límite de provincia de Salamanca)    | 0+000         | 1+656       | 1.656    | CC-167       |
| EX-368     | De Nuñomoral a La Fragosa                                        | 0+000         | 6+266       | 6.266    | CC-63.1      |
| EX-369     | De Caminomorisco a río de Los Ángeles                            | 0+000         | 5+100       | 5.100    | CC-11.7      |
| EX-377     | De Herrera de Alcántara a puerto fluvial de Herrera de Alcántara | 0+000         | 3+537       | 3.537    | CC-172       |
| EX-380     | De EX-102 a Guadalupe                                            | 0+000         | 4+222       | 4.222    | CC-171       |
| EX-385     | De EX-203 a Talaveruela de la Vera                               | 0+000         | 1+226       | 1.226    | CC-169 (*)   |
| EX-386     | De Viandar de la Vera a Talaveruela de la Vera                   | 0+000         | 1+916       | 1.916    | CC-169 (*)   |
| EX-387     | De EX-203 a Viandar de la Vera                                   | 0+000         | 1+622       | 1.622    | CC-170       |

(*) Pasa a formar parte de la carretera.
En total 39,065 km se incorporan a la Red de la Diputación Provincial de Cáceres.
Como consecuencia de todas estas transferencias, mediante el Decreto 161/2000, de 27 de junio, se aprueba el siguiente Catálogo, derogado por el vigente de 2008:
| CLAVE  | DENOMINACIÓN                                                                      | CATEGORÍA     | LONGITUD |
| ------ | --------------------------------------------------------------------------------- | ------------- | -------- |
| EX-100 | De Cáceres a Badajoz                                                              | BÁSICA        | 86.525   |
| EX-101 | De N-630 a Fregenal de la Sierra por Zafra                                        | BÁSICA        | 45.000   |
| EX-102 | De Miajadas a límite de provincia de Toledo por Guadalupe                         | BÁSICA        | 105.000  |
| EX-103 | De Puebla de Alcocer a EX-201 por Llerena                                         | BÁSICA        | 195.486  |
| EX-104 | De Villanueva de la Serena a límite de provincia de Córdoba por Castuera          | BÁSICA        | 79.749   |
| EX-105 | De Don Benito a Portugal por Almendralejo                                         | BÁSICA        | 131.734  |
| EX-106 | De Miajadas a Don Benito                                                          | BÁSICA        | 22.735   |
| EX-107 | De Badajoz a Portugal por Villanueva del Fresno                                   | BÁSICA        | 71.600   |
| EX-108 | De Navalmoral de la Mata a Portugal por Coria                                     | BÁSICA        | 132.250  |
| EX-109 | De N-630 a límite de provincia de Salamanca por Coria                             | BÁSICA        | 55.490   |
| EX-110 | De Valencia de Alcántara a Badajoz                                                | BÁSICA        | 69.500   |
| EX-111 | De Azuaga a EX-103 por Quintana de la Serena                                      | BÁSICA        | 47.250   |
| EX-112 | De Zafra a Villanueva del Fresno                                                  | BÁSICA        | 72.200   |
| EX-114 | De EX-103 a Quintana de la Serena                                                 | BÁSICA        | 8.025    |
| EX-115 | De N-430 a Quintana de la Serena                                                  | BÁSICA        | 50.044   |
| EX-116 | De N-430 a EX-102 por puerto Llano                                                | BÁSICA        | 34.600   |
| EX-117 | De N-521 a EX-108 por Alcántara                                                   | BÁSICA        | 68.050   |
| EX-118 | De Guadalupe a Navalmoral de la Mata                                              | BÁSICA        | 66.420   |
| EX-119 | De Navalmoral de la Mata a Jarandilla de la Vera                                  | BÁSICA        | 32.880   |
| EX-200 | De Llerena a límite provincia de Sevilla (Guadalcanal)                            | INTERCOMARCAL | 16.918   |
| EX-201 | De límite de provincia de Huelva (Santa Olalla del Cala) a Fregenal de la Sierra  | INTERCOMARCAL | 23.090   |
| EX-202 | De Valencia de las Torres a Segura de León                                        | INTERCOMARCAL | 62.300   |
| EX-203 | De Plasencia a límite provincia de Ávila por Jaraíz de la Vera                    | INTERCOMARCAL | 82.000   |
| EX-204 | De Coria a límite de provincia de Salamanca por Las Hurdes                        | INTERCOMARCAL | 73.170   |
| EX-205 | De Portugal a Hervás por Villanueva de la Sierra                                  | INTERCOMARCAL | 117.400  |
| EX-206 | De Cáceres a Villanueva de la Serena                                              | INTERCOMARCAL | 86.975   |
| EX-207 | De Cáceres a Portugal por Alcántara                                               | INTERCOMARCAL | 50.500   |
| EX-208 | De Plasencia a Zorita                                                             | INTERCOMARCAL | 103.400  |
| EX-209 | De Badajoz a Mérida por Montijo                                                   | INTERCOMARCAL | 57.350   |
| EX-210 | De Palomas a EX-103                                                               | INTERCOMARCAL | 38.550   |
| EX-211 | De EX-103 a límite de provincia de Córdoba por Monterrubio de la Serena           | INTERCOMARCAL | 51.700   |
| EX-212 | De Almendralejo a Palomas                                                         | INTERCOMARCAL | 18.462   |
| EX-213 | De N-110 a EX-203 por Barrado                                                     | INTERCOMARCAL | 21.608   |
| EX-214 | De N-630 a Alburquerque por La Roca de la Sierra                                  | INTERCOMARCAL | 63.900   |
| EX-300 | De Badajoz a Almendralejo                                                         | LOCAL         | 34.150   |
| EX-301 | De Higuera la Real a límite de provincia de Huelva (Encinasola)                   | LOCAL         | 9.875    |
| EX-302 | De N-630 a Alburquerque por Brozas                                                | LOCAL         | 78.050   |
| EX-303 | De Aliseda a Alburquerque                                                         | LOCAL         | 38.815   |
| EX-304 | Circunvalación Sur de Plasencia                                                   | LOCAL         | 5.200    |
| EX-305 | Ramal N-432 a Llerena                                                             | LOCAL         | 437      |
| EX-306 | Enlace EX-103 con EX-200                                                          | LOCAL         | 978      |
| EX-307 | De Mérida a Guareña                                                               | LOCAL         | 21.400   |
| EX-308 | De Azuaga a límite de provincia de Córdoba                                        | LOCAL         | 18.655   |
| EX-309 | De N-432 a límite de provincia de Sevilla por Valverde de Llerena                 | LOCAL         | 16.884   |
| EX-310 | De Badajoz a Valverde de Leganés                                                  | LOCAL         | 24.845   |
| EX-311 | De N-435 a Higuera de Vargas                                                      | LOCAL         | 14.200   |
| EX-312 | De EX-107 a Higuera de Vargas                                                     | LOCAL         | 11.700   |
| EX-313 | De Barcarrota a Alconchel                                                         | LOCAL         | 21.100   |
| EX-314 | De Alconchel a Cheles                                                             | LOCAL         | 18.770   |
| EX-315 | De Olivenza a Cheles                                                              | LOCAL         | 25.450   |
| EX-316 | De EX-116 a Castilblanco por Valdecaballeros                                      | LOCAL         | 22.400   |
| EX-317 | De Oliva de la Frontera a límite de provincia de Huelva (Encinasola)              | LOCAL         | 13.682   |
| EX-318 | De Pallares a N-630                                                               | LOCAL         | 13.700   |
| EX-320 | De Zafra a Barcarrota                                                             | LOCAL         | 49.200   |
| EX-321 | Circunvalación oeste de Zafra                                                     | LOCAL         | 2.700    |
| EX-322 | De Cabeza del Buey a Puebla de Alcocer                                            | LOCAL         | 35.492   |
| EX-323 | De Cabeza del Buey a límite de provincia de Ciudad Real por Zarza Capilla         | LOCAL         | 34.500   |
| EX-324 | De Helechal a Monterrubio de la Serena                                            | LOCAL         | 12.000   |
| EX-325 | De EX-110 a EX-303 por Villar del Rey                                             | LOCAL         | 38.550   |
| EX-327 | De La Roca de la Sierra a Montijo                                                 | LOCAL         | 25.100   |
| EX-328 | Ramal de la N-V a Montijo                                                         | LOCAL         | 5.150    |
| EX-329 | Enlace N-V con EX-100                                                             | LOCAL         | 500      |
| EX-330 | Ronda de Badajoz                                                                  | LOCAL         | 2.400    |
| EX-333 | De EX-327 a Montijo                                                               | LOCAL         | 263      |
| EX-334 | De Villafranca de los Barros a Palomas                                            | LOCAL         | 26.900   |
| EX-335 | De Palomas a Oliva de Mérida                                                      | LOCAL         | 13.062   |
| EX-336 | De Villagonzalo a Oliva de Mérida                                                 | LOCAL         | 10.259   |
| EX-338 | De Guareña a Oliva de Mérida                                                      | LOCAL         | 8.759    |
| EX-342 | De Villafranca de los Barros a Hornachos                                          | LOCAL         | 14.025   |
| EX-343 | De EX-103 a Hornachos                                                             | LOCAL         | 19.817   |
| EX-344 | De Puebla de la Reina a Hornachos                                                 | LOCAL         | 19.817   |
| EX-345 | De Don Benito a Higuera de la Serena                                              | LOCAL         | 14.025   |
| EX-346 | De Don Benito a Quintana de la Serena                                             | LOCAL         | 40.712   |
| EX-347 | De Villanueva de la Serena a La Haba                                              | LOCAL         | 4.885    |
| EX-348 | De EX-115 a EX-346 por La Coronada                                                | LOCAL         | 20.338   |
| EX-349 | De Campanario a EX-103                                                            | LOCAL         | 16.458   |
| EX-351 | De N-430 a Villanueva de la Serena                                                | LOCAL         | 7.708    |
| EX-353 | De Don Benito a su estación                                                       | LOCAL         | 600      |
| EX-354 | De N-430 a N-V por Campo Lugar                                                    | LOCAL         | 31.800   |
| EX-355 | De N-430 a Zorita por Madrigalejo                                                 | LOCAL         | 27.990   |
| EX-360 | De N-630 a Fuente del Maestre                                                     | LOCAL         | 10.250   |
| EX-361 | De Villalba de los Barros a Fuente del Maestre                                    | LOCAL         | 12.000   |
| EX-362 | De N-432 a Fuente del Maestre                                                     | LOCAL         | 6.650    |
| EX-363 | De Talavera la Real a La Albuera                                                  | LOCAL         | 19.060   |
| EX-364 | De N-432 a Los Santos de Maimona                                                  | LOCAL         | 6.700    |
| EX-365 | De EX-101 a Los Santos de Maimona                                                 | LOCAL         | 510      |
| EX-370 | De Plasencia a Pozuelo de Zarzón                                                  | LOCAL         | 33.950   |
| EX-371 | De N-630 a EX-109                                                                 | LOCAL         | 12.662   |
| EX-372 | De Portezuelo a EX-117 por Ceclavín                                               | LOCAL         | 38.417   |
| EX-373 | De N-630 a EX-390 por Talaván                                                     | LOCAL         | 23.000   |
| EX-374 | De N-521 a Portugal por Cedillo                                                   | LOCAL         | 40.680   |
| EX-376 | De EX-374 a Herrera de Alcántara                                                  | LOCAL         | 9.078    |
| EX-379 | Travesía de Miajadas                                                              | LOCAL         | 2.120    |
| EX-380 | Travesía de Navalmoral de la Mata                                                 | LOCAL         | 2.660    |
| EX-381 | De Trujillo a Montánchez                                                          | LOCAL         | 40.000   |
| EX-382 | De N-630 a Montánchez                                                             | LOCAL         | 12.100   |
| EX-383 | Ramal N-630 a Cáceres                                                             | LOCAL         | 546      |
| EX-384 | De límite de provincia de Toledo (Las Ventas de San Julián) a Madrigal de la Vera | LOCAL         | 5.100    |
| EX-385 | De Jaraicejo a EX-208                                                             | LOCAL         | 14.700   |
| EX-386 | De N-V a Castañar de Ibor por Deleitosa                                           | LOCAL         | 35.200   |
| EX-387 | De Bohonal de Ibor a límite de provincia de Toledo (El Puente del Arzobispo)      | LOCAL         | 38.500   |
| EX-388 | Travesía de Almaraz                                                               | LOCAL         | 1.347    |
| EX-389 | De EX-203 a N-V por Serrejón                                                      | LOCAL         | 38.600   |
| EX-390 | De Cáceres a Torrejón el Rubio                                                    | LOCAL         | 54.633   |
| EX-391 | De EX-203 a Monasterio de Yuste                                                   | LOCAL         | 1.879    |
| EX-392 | De EX-119 a Jaraíz de la Vera                                                     | LOCAL         | 17.400   |